# Восточнотюрингский диалект

Диалекты Тюрингии

Восточнотюри́нгский диале́кт (нем. Ostthüringisch) — диалект немецкого языка, относящийся к тюрингско-верхнесаксонской группе диалектов (средненемецкие диалекты). Распространены в землях Тюрингия и Саксония-Ангальт, города: Айзенберг, Альтенберг, Цайц, Хоэнмёльзен. Исторически область, на которой располагается восточнотюрингский диалект, принадлежала епископству Цайц, владевшему ближайшими городами.
Диалект сочетает в себе элементы саксонских диалектов (например, замена u на o) и n-выпадение, характерное для тюрингских диалектов.
Один из восточнотюрингских диалектов, называемый альтенбургским крестьянским диалектом, известен благодаря творчеству писателя Эрнста Даубе (1869-1956). Однако же знание диалекта — редкое явление. Подобно многим другим немецким «крестьянским» диалектам, альтенбургский подвержен риску исчезновения.